# República Transatlântica do Mato Grosso
República Transatlântica do Mato Grosso ou Estado Livre de Mato Grosso foi uma tentativa de Estado que buscava ser independente do Brasil no ano de 1892, sob liderança do Coronel João da Silva Barbosa. A região, na época que procurava desmembrar-se de Mato Grosso, atualmente corresponde ao território de Mato Grosso do Sul.

## História
As eleições estaduais de 3 janeiro de 1891 organizadas pelo então governador do estado, Marechal Antônio Maria Coelho, foram anuladas pelo seu sucessor General Sólon, de partido de oposição, o que gerou grande alvoroço na política mato-grossense fazendo com que o então presidente do brasil, Marechal Deodoro da Fonseca, intervisse no estado demitindo Sólon e colocando outro militar de patente alta em seu lugar, o general João Nepomuceno de Medeiros Mallet. Mallet manteve a decisão de Sólon e em fevereiro daquele ano convocou uma assembleia que elegeu Manuel Murtinho como presidente do estado, sob alegações de fraude. Murtinho havia sido deposto pouco tempo antes das eleições o que causou descontentamento nos locais. Com a saída de Deodoro da presidência em 23 de novembro de 1891 uma série de governadores são retirados de seus cargos sobre pretexto de terem apoiado a ‘ditadura deodorista’, entre esses governadores estava Murtinho. Diferentemente do que aconteceu nos outros estados, o governo federal não permitiu a saída de Murtinho e decidiu intervir no Mato Grosso e reempossar o político mais uma vez no cargo. A partir daí deu-se início a rebelião no estado, Murtinho foi afastado do cargo e um governo provisório foi instaurado. O 21° batalhão de infantaria alocado em Corumbá saiu em direção a Cuiabá no dia 31 de janeiro de 1892 para dar apoio aos revoltosos, ao chegarem na capital foram recebidos pelo povo e de lá não encontraram resistência das tropas ligadas a Murtinho e instaurou-se uma junta governativa, que mais tarde se transformaria em um movimento secessionista.
Em 31 de março de 1892, sob influência do Coronel João Batista Barbosa, que alegadamente queria tirar vantagens da instabilidade política da região, os militares do 21º Batalhão de Infantaria cogitaram a criação da República Transatlântica de Mato Grosso.   Em Cuiabá houve uma junção de forças e os revoltosos foram expulsos de lá e o presidente Manuel Murtinho retornou ao cargo, conta o jornalista Sérgio Cruz, que atua em Campo Grande. O presidente brasileiro Floriano Peixoto mandou o Exército para ocupar o Forte Coimbra e retomar o poder ao Murtinho, é então que surge a proposta de separação de Mato Grosso do país, explica. A provável separação acabou provocando repercussão internacional, sobretudo em jornais ingleses. O Daily Telegraph, em 14 de abril de 1892, chegou a publicar artigo.[carece de fontes?] No texto, o articulista comete um erro de avaliação, ao sugerir que a separação foi incentivada pela Argentina. “É sabido que o governo da república Argentina tem ultimamente estado a comprar armas da Alemanha afim de preparar-se para um possível conflito com o Brasil, o que pode ser ocasionado pelo problema de Mato Grosso”, diz trecho da publicação. Especulava-se na época que o governo argentino estaria financiando os revoltosos e cogitando mandar diplomatas a Cuiabá para reconhecer formalmente a nova república. Outro jornal, o The Economist, publicou um longo editorial, dois dias depois, em que elogia a separação e defende que só poderia haver dano ao país em caso do provável restabelecimento da escravidão em território mato-grossense.
No mesmo ano, uma rebelião deodorista eclodiu em Niterói, o almirante Wandenkolk sublevou parte da Marinha, houve conflitos em São Paulo e conspirações separatistas em Minas Gerais e em Mato Grosso, onde se proclamou uma República Transatlântica.